# Aeroportul Regional Waco
Aeroportul Regional Waco (IATA: ACT, ICAO: KACT, FAA LID: ACT) este un aeroport din Texas, Statele Unite ale Americii ce deservește zona Waco. Aeroportul a fost tranzitat în 2019 de 125.814 pasageri. A fost numit după zona deservită.
Situat la o altitudine de 157 m, aeroportul dispune de 2 piste.

## Infrastructură

### Piste
Aeroportul dispune de 2 piste. Pista 01/19 are suprafața de asfalt și dimensiunile 7.107 picioare × 150 picioare. Pista 14/32 are suprafața de asfalt și dimensiunile 5.103 picioare × 150 picioare. 